# 小池九一
小池 九一（こいけ きゅういち、明治11年（1878年1月24日） - 昭和30年（1955年）12月5日）は、明治から昭和時代の社会事業家。大正7年（1918年11月30日）私立感化教育機関札幌報恩学園創立。少年教護と障害児救済につくした。

## 経歴
長野県筑摩郡松本（現松本市）の商家の長男として生まれる。小学に入学後すぐに、父が米相場に手を出し家が破産。その後間もなく母と父も亡くなり10歳の時より紙問屋に年期丁稚奉公に入る。この時より慈善貯金を始め公共慈善の為に70回以上も支出した。23歳の時13年奉公した奉公先を辞め、1900年（明治33年）に小池家再興のため新天地、北海道函館区の地を踏む。同年空知支庁長・山田有斌が身元引受人となり空知支庁に採用される。1908年（明治41年）北海道庁立感化院主事に任命される。1918年（大正7年）10年務めた北海道庁立感化院の院長の職を辞し札幌報恩学園を創立する。

## 人物
小池は生涯「報恩」を生活信条とし、その精神を貫き通した信念の人であった。「小池九一は信州松本に生まれたる無学不徳の一孤児たり、而して其の今日在るを得たるは偏（ひとえ）に天恩、君恩、国恩、親恩、師恩、友恩の賜物にして感謝措（お）く所知らず・・・」と学園開園記念絵葉書に記し、
「滅亡した小池家を再興し、郷里の信州松本に在る父母と祖先の墓地の改修、さらに札幌に小池家の墓地を新たに設ける事ができたのは、これすべて天恩、地恩をはじめ諸々の恩によってなし得たもので、この恩に報いるのが小池九一の使命であり、小池一族が余生の全力を挙げて北海道の感化教育に傾注する決意を固めたのも、この恩に報いるためである」と機関紙「報恩」等に書き残している。
小池が創設した「札幌報恩学園」の名称は、この決意を表明したものである。

## 小池九一に関する文献
- 平中忠信（北海道社会福祉史研究会顧問）著  『小池九一』シリーズ福祉に生きる42（青空社）
- STVラジオ(編集)  第四集 ほっかいどう百年物語 （中西出版）
- 北海道の歴史と福祉編集委員会（編集） 北海道の歴史と福祉（北海道社会福祉史研究会）